# Bentheim-Tecklenburg

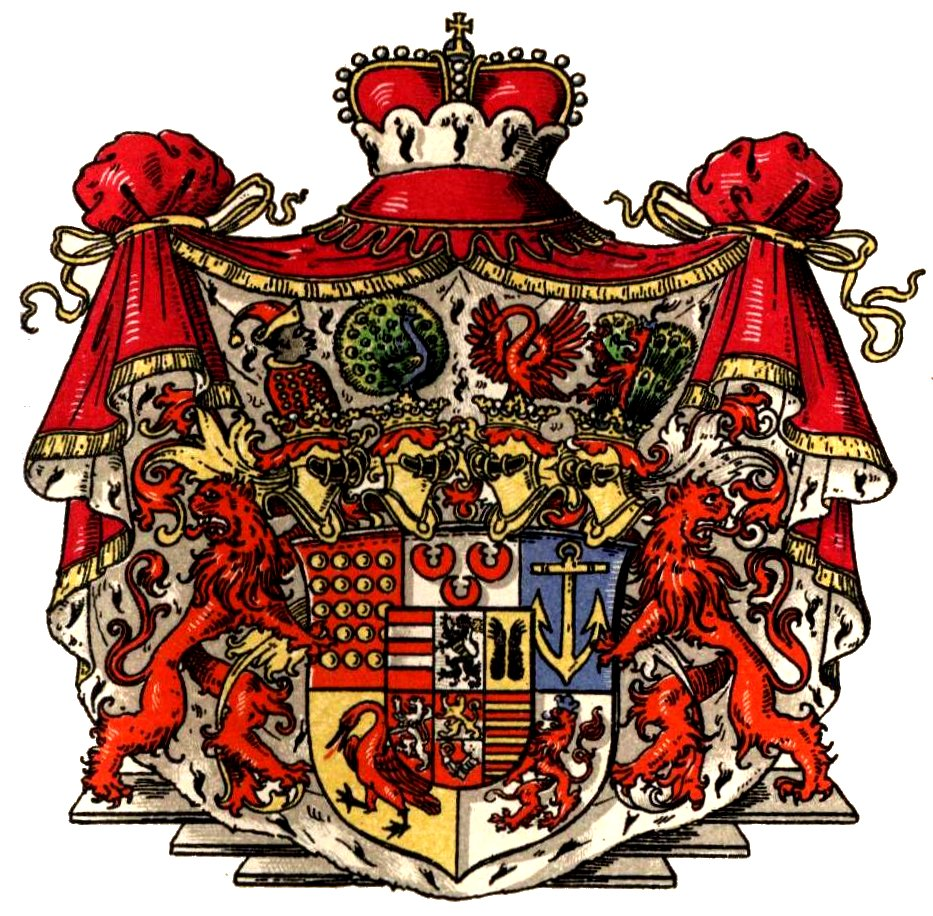
Escut dels prínceps de Bentheim-Tecklenburg-Rheda.

Bentheim-Tecklenburg fou una branca o línia dels comtes de Bentheim formada per l'antic comtat de Tecklemburg que fou heretat pel comte Otó II de Bentheim el 1263. A la seva mort el 1277, va repartir els seus dos comtats entre els dos fills, tocant Bentheim-Tecklenburg a Otó III i Bentheim-Bentheim a Egbert. La línia es va extingir el 1557 i va passar a Bentheim-Steinfurt. El 1707 Tecklenburg fou venuda a Prússia.

## Bentheim-Tecklenburg
- Otó III 1277-1289
- Otó IV 1289-1302
- Otó V 1302-1328
- Ricarda 1328-1338
- Nicolau I de Schwerin 1338-1360
- Otó VI 1360-1388
- Nicoalu II 1388-1426
- Otó VII 1426-1450
- Divisió entre Bentheim-Tecklenburg i Bentheim-Lingen, 1450
- Nicolau III 1450-1493 (+ 1508)
- Otó VIII 1493-1526
- Conrad 1526-1557
- A Bentheim-Steinfurt 1557-1707
- A Prússia des de 1707